# Parasa
Parasa es un género de polillas de la familia Limacodidae. Fue descrito por Frederic Moore en 1860.

## Descripción
Palpos proyectándose más allá de la cresta frontal. Primer par de alas redondeado en el ápice. Nérvulo en la célula bifurcada o el discocelular inferior ausente. El tenedor del nérvulo reemplazándolo. Tibias posteriores con un par terminal de espolones.

## Especies
- albipuncta grupo de especies
  - Parasa albipuncta Hampson, 1893
  - Parasa hampsoni Dyar, 1894
  - Parasa zhudiana (Cai, 1983)
- argentifascia grupo de especies
  - Parasa argentifascia (R.Q. Cai, 1983)
  - Parasa eupuncta (R.Q. Cai, 1983)
  - Parasa liangdiana (R.Q. Cai, 1983)
  - Parasa mutifascia (R.Q. Cai, 1983)
  - Parasa parapuncta (R.Q. Cai, 1983)
- argentilinea grupo de especies
  - Parasa argentilinea Hampson, 1893
- bicolor grupo de especies
  - Parasa albida Candèze, 1927
  - Parasa argyroneura Hering, 1931
  - Parasa bicolor (Walker, 1855)
  - Parasa feina (Cai, 1983)
  - Parasa flavabdomena (Cai, 1983)
  - Parasa foliola Solovyev & Witt, 2009
  - Parasa hainana (Cai, 1983)
  - Parasa jade Solovyev & Witt, 2009
  - Parasa jiana (Cai, 1983)
  - Parasa mina (R.Q. Cai, 1983)
  - Parasa pseudobicolor Holloway, 1990
  - Parasa umbra Solovyev & Witt, 2009
  - Parasa virescens (Matsumura, 1911)
  - Parasa yana (Cai, 1983)
- bimaculata grupo de especies
  - Parasa anchutka Solovyev, 2011
  - Parasa balitkae Holloway, 1987
  - Parasa bimaculata (Snellen, 1897)
  - Parasa brillians Holloway, 1987
  - Parasa chlorostigma (Snellen, 1879)
  - Parasa fidea Solovyev, 2011
  - Parasa semperi Holloway, 1987
- consocia grupo de especies
  - Parasa consocia Walker, 1865
  - Parasa humeralis Walker, 1862
  - Parasa lorquini (Reakirt, 1864)
  - Parasa neopastoralis Rose, 2004
  - Parasa pastoralis Butler, 1885
  - Parasa stekolnikovi Solovyev & Witt, 2009
  - Parasa zulona Reakirt, 1864
- darma grupo de especies
  - Parasa darma Moore, 1859
  - Parasa darmoides Holloway, 1982
- herbifera grupo de especies
  - Parasa bana (Cai, 1983)
  - Parasa barbatanellus Holloway, 1990
  - Parasa canangae Hering, 1931
  - Parasa canangoides Holloway, 1986
  - Parasa herbifera (Walker, 1855)
  - Parasa melli Hering, 1931
  - Parasa mustacha Holloway, 1990
- jina grupo de especies
  - Parasa atera Solovyev & Witt, 2009
  - Parasa jina (R.Q. Cai, 1983)
- lepida grupo de especies
  - Parasa actiacus Solovyev, 2011
  - Parasa corbetti Holloway, 1987
  - Parasa emeralda Solovyev & Witt, 2009
  - Parasa himalepida Holloway, 1987
  - Parasa julikatis Solovyev & Witt, 2009
  - Parasa lepida (Cramer, 1779)
  - Parasa media (Walker, 1855)
  - Parasa philepida Holloway, 1987
  - Parasa shirakii Kawada, 1930
  - Parasa sundalepida Holloway, 1986
- ostia grupo de especies
  - Parasa altilis Solovyev & Witt, 2009
  - Parasa ostia Swinhoe, 1902
  - Parasa prasina Alphéraky, 1895
  - Parasa shaanxiensis (Cai, 1983)
  - Parasa vadimi Solovyev & Witt, 2009
- repanda grupo de especies
  - Parasa campagnei de Joannis, 1928
  - Parasa repanda (Walker, 1855)
  - Parasa pseudorepanda Hering, 1933
- undulata grupo de especies
  - Parasa minwangi Wu & Chang, 2013
  - Parasa viridiflamma Wu & Chang, 2013
  - Parasa martini Solovyev, 2011
  - Parasa pygmy Solovyev, 2011
  - Parasa undulata (R.Q. Cai, 1983)
- xueshana grupo de especies
  - Parasa badia Solovyev & Witt, 2009
  - Parasa dilucida Solovyev & Witt, 2009
  - Parasa xueshana (R.Q. Cai, 1983)
- grupo de especies desconocido
  - Parasa campylostagma Dognin, 1914
  - Parasa chloris (Herrich-Schäffer, [1854])
  - Parasa dusii Solovyev & Saldaitis, 2010
  - Parasa figueresi Corrales & Epstein, 2004
  - Parasa hilarula (Staudinger, 1887)
  - Parasa imitata Druce, 1887
  - Parasa indetermina (Boisduval, 1832)
  - Parasa joanae Epstein, 2004
  - Parasa laonome Druce, 1887
  - Parasa laranda Druce, 1887
  - Parasa prussi Karsch, 1896
  - Parasa sandrae Corrales & Epstein, 2004
  - Parasa shirleyae Corrales & Epstein, 2004
  - Parasa sinica Moore, 1877
  - Parasa solovyevi C.S. Wu, 2011